# Les Sorcières de Salem
Pour les articles homonymes, voir Les Sorcières de Salem (homonymie), Salem et Crucible.
Les Sorcières de Salem (The Crucible) est une pièce de théâtre du dramaturge américain Arthur Miller créée en 1953. 

## Synopsis
La pièce est fondée sur les événements réels entourant le procès en sorcellerie en 1692 à Salem, dans le Massachusetts. 

## Analyse
Miller décrit l'événement comme une allégorie du maccarthysme dont le Comité sur les activités anti-américaines accusait sans preuve des personnes de son entourage d'être communistes, les mêmes erreurs se répétant selon Miller dans le temps. Il sera lui-même mis en cause par le Comité en 1956 après avoir été « dénoncé » par le réalisateur Elia Kazan.

## Personnages
Par ordre d'apparition : 
- Le révérend Samuel Parris : pasteur de la ville de Salem (Massachusetts, États-Unis), père de Betty Parris et oncle d'Abigaïl Williams. Il fait appel au révérend Hale pour lui venir en aide concernant la présence du Démon à Salem ;
- Betty Parris (10 ans) : fille du révérend. Betty est malade depuis la nuit dans la forêt avec les autres jeunes filles ;
- Tituba (50 ans) : esclave du révérend Parris. Originaire de la Barbade, Tituba est accusée de sorcellerie par Abigaïl. Elle est la seule à avouer avoir eu un contact avec le diable. C’est Tituba qui aurait initié les jeunes filles au rituels d’invocation des morts. C’est elle qui a préparé le philtre bu par Abigaïl. Elle sera emprisonnée mais finalement acquittée à la fin de la pièce. Elle souhaite retrouver son pays natal : la Barbade ;
- Abigaïl Williams (17 ans) : nièce du révérend Parris. Elle a travaillé comme servante chez les Proctor mais elle a été renvoyée. Elle a eu une liaison avec John Proctor. Elle est à l’origine de la cérémonie nocturne avec les autres jeunes filles durant laquelle elle a bu un philtre à base de sang afin de provoquer la mort d’Elisabeth Proctor, qu’elle perçoit comme sa rivale. Au lieu d’avouer avoir pris part à une cérémonie, Abigaïl préfère accuser d’autres femmes de sorcellerie. Abigaïl et les autres jeunes serviront de “preuves” durant les procès des sorcières ;
- Susanna Walcotts (16 ans) : jeune fille qui aurait, elle aussi, participé au rituel nocturne avec Abigaïl ;
- Ann Putnam (45 ans) : Épouse de Thomas Putnam. Elle a perdu 7 enfants à la naissance. Elle est persuadée que le Diable a tué ses enfants et que certaines femmes à Salem sont des sorcières. Elle est la mère de Cathy (qui n'apparaît pas sur scène) qui souffre du même mal que Betty. Cathy aussi a pris part au rituel nocturne ;
- Thomas Putnam (50 ans) : fermier. Époux d'Ann Putnam et père de Cathy ;
- Mercy Lewis (18 ans) : servante des Putnam ;
- Mary Waren (17 ans): servante des Proctor. Mary a, elle aussi, pris part au rituel nocturne. Elle assiste aux jugements des sorcières de Salem et elle participe aux accusations. John Proctor la forcera à avouer devant le juge que ses accusations étaient en réalité des mensonges. La parole de Abigaïl est donc mise en doute par Mary et à partir de ce moment-là les autres jeunes filles vont se retourner contre elle et l’accuser de sorcellerie ;
- John Proctor (35 ans) : fermier. Il est l’époux d’Elisabeth Proctor et il a eu 3 enfants avec elle. Il a eu une relation avec Abigaïl mais Elisabeth l’a découvert et John s’est séparé d'Abigail. John Proctor est un homme rationnel qui tente de montrer que les jeunes filles sont des menteuses. Lorsque Élisabeth est accusée de sorcellerie, il tente de prouver son innocence. Cependant, son acharnement le fera finalement accuser de vouloir renverser le tribunal et il sera envoyé en prison. A la fin de la pièce, John Proctor est emmené à l’échafaud ;
- Rebecca Nurse (72 ans) : vieille femme accusée de sorcellerie. Épouse de Francis Nurse. Elle est accusée par Mme Putnam d’avoir tué ses 7 enfants ;
- Gilles Corey (83 ans) : vieil homme encore plein de vigueur. A la fin de la pièce, on apprend de la bouche d’Elisabeth que Gilles Corey est mort étouffé par des pierres. Il a été torturé car il a refusé de répondre par oui ou par non aux accusations portées contre lui ;
- Le révérend John Hale : pasteur de la ville de Beverley. Il est appelé en renfort par le révérend Parris car il a déjà eu affaire à un cas similaire de sorcellerie ;
- Elisabeth Proctor : elle est l’épouse de John Proctor et a eu 3 enfants de lui. A la fin de la pièce, elle attend son quatrième enfant. Abigaïl veut sa mort car elle la considère comme une rivale. Elle est accusée de sorcellerie par le tribunal de Salem. Une poupée offerte par Mary Waren viendra prouver sa culpabilité ;
- Willard : prévôt ;
- Hathorne : juge du tribunal de Salem. Il croit dur comme fer au récit des jeunes filles ;
- Danforth (60 ans ) : député gouverneur ;
- Hopkins : gardien de prison ;
- Ezéchiel Cheever : clerc de la cour ;
- Francis Nurse : époux de Rebecca Nurse. Tout comme John Proctor, il tente de venir en aide à sa femme qui est accusée de sorcellerie.

## Création à Broadway
- Janet Alexander : Betty Parris
- Fred Stewart : Reverend Samuel Parris
- Jacqueline Andre : Tituba
- Madeleine Sherwood : Abigail Williams
- Barbara Stanton : Susanna Walcott
- Jane Hoffman : Ann Putnam
- Raymond Bramley : Thomas Putnam
- Philip Coolidge : Judge Hawthorne
- Adele Fortin : Sarah Good
- Dorothy Jolliffe : Mercy Lewis
- Jenny Egan : Mary Warren
- Arthur Kennedy : John Proctor
- Jean Adair : Rebecca Nurse
- Joseph Sweeney : Giles Corey
- E. G. Marshall : Reverend John Hale
- George Mitchell : John Willard
- Beatrice Straight : Elizabeth Proctor
- Walter Hampden : Deputy-Governor Danforth
- Donald Marye : Hopkins
- Don McHenry : Ezekiel Cheever
- Graham Velsey : Francis Nurse

Mise en scène : Jed Harris
Scénographie :  Boris Aronson
Costumes : Edith Lutyens
Musique : Anne Ronnell et Alex Miller
Production :  Kermit Bloomgarden
La pièce a été créée à Broadway le 22 janvier 1953 au Martin Beck Theatre et s'est jouée jusqu'au 11 juillet (197 représentations). Les critiques de la première ont été relativement hostiles, mais un an plus tard, une nouvelle production remporta un grand succès et la pièce est devenue depuis un classique, souvent étudié dans les lycées et universités[réf. nécessaire].

## Distinctions
- Tony Awards 1953[3] :
  - Meilleure pièce
  - Meilleur second rôle féminin dans une pièce pour Beatrice Straight

## Adaptation française
- Christiane Ferez : Betty Parris
- Henri Crémieux : le révérend Samuel Parris
- Darling Légitimus : Tituba
- Nicole Courcel : Abigail Williams
- Picolette  : Susanna Walcott
- Denise Clair : Ann Putnam
- Raoul Marco : Thomas Putnam
- Maurice Nasil : le juge Hawthorne
- Jeanne Guillemin : Sarah Good
- Brigitte Barbier : Mercy Lewis
- Francette Vernillat : Mary Warren
- Yves Montand : John Proctor
- Marguerite Coutan-Lambert : Rebecca Nurse
- Jean d'Yd : Giles Corey
- Pierre Mondy : le révérend John Hale
- Jean Violette : John Willard
- Simone Signoret : Elizabeth Proctor
- Marc Valbel : le député-gouverneur Danforth
- Maurice Chevit : Hopkins
- Gérard Darrieu : Ezekiel Cheever
- Robert Moor : Francis Nurse
- Éva Bory : Eva Barro
- Maritza Gligo : la petite Jenny
- Danièle Lebrun : Mary Walcotts

Mise en scène : Raymond Rouleau
Scénographie et costumes : Lila De Nobili
Traduite et adaptée en français par Marcel Aymé, elle a été représentée en France pour la première fois à Paris au théâtre Sarah-Bernhardt le 16 décembre 1954, puis reprise le au théâtre des Célestins avec Claude Génia et Roger Hanin dans les rôles d'Elizabeth et John Proctor.

## Adaptations cinématographiques
- 1957 : Les Sorcières de Salem, film français de Raymond Rouleau avec Yves Montand, Simone Signoret et Mylène Demongeot ;
- 1996 : La Chasse aux sorcières, film américain de Nicholas Hytner avec Daniel Day-Lewis, Winona Ryder, Joan Allen et Paul Scofield.

La pièce a été adaptée deux fois au cinéma : par Jean-Paul Sartre en 1957 et presque quarante ans après par Miller lui-même, en 1996. Dans l'adaptation de Jean-Paul Sartre, le rôle de pasteur incarné par Pierre Mondy dans la pièce est supprimé, car il conférait une image trop sympathique du personnage puritain. L’adaptation de Miller a remporté plusieurs récompenses et nominations.
La pièce a également été adaptée en 1961 par Robert Ward sous la forme d’un opéra qui a reçu le prix Pulitzer de musique en 1962.